# Erwin Seiz
Erwin Seiz  (* 15. September 1889 in Reutlingen; † 21. Januar 1951 ebenda) war ein deutscher Textilunternehmer und Politiker in Württemberg-Hohenzollern.

## Leben
Erwin Seiz wurde am 15. September 1889 als Sohn des Strickwarenfabrikanten Reinhold Seiz in Reutlingen geboren. Nach dem Gymnasium absolvierte er eine Lehre bei der Maschinenfabrik Gustav Wagner. Danach vervollständigte er seine fachliche Ausbildung in einer Kammgarnspinnerei in Thüringen, bei der Strickwarenfabrik Stoll und am Technikum für Textilindustrie in Reutlingen. Nach einer kaufmännischen Tätigkeit in der Schweiz trat er 1911 in den väterlichen Betrieb ein, übernahm diesen im April 1914 und führte die Firma bis zu seinem Tod im Jahr 1951. Er hielt eine Vielzahl weiterer Positionen in der Wirtschaft und Verwaltung inne, so wirkte er unter anderem von 1945 bis 1951 als Vorsitzender des Aufsichtsrats der Gustav-Werner-Stiftung zum Bruderhaus.
Seiz trat 1911 der Fortschrittlichen Volkspartei bei, der späteren DDP/DVP, „Eng befreundet mit dem bekannten Reutlinger Demokratenführer Emil Roth, kam er früh schon mit Reinhold Maier und Theodor Heuss in nahe Berührung“. Wie vor 1933 wirkte er nach 1945 wieder im Landesvorstand der DDP/DVP mit und war Mitglied der verfassungsgebenden Landesversammlung in Württemberg-Hohenzollern.
Er war von 1923 bis 1933 und von 1945 bis zu seinem Tod Reutlinger Gemeinderat. Erwin Seiz wurde unmittelbar nach der Übergabe der Stadt Reutlingen an die Franzosen im April 1945 beim Neuaufbau der städtischen Verwaltung mit der Leitung des Verkehrsreferats betraut und als einer der Stellvertreter von Oberbürgermeister Oskar Kalbfell eingesetzt.

## Posthume Ehrungen
Aufgrund seiner Verdienste um Reutlingen beschloss der Gemeinderat unmittelbar nach seinem Tod im Januar 1951 einstimmig die Umbenennung der Äußeren Kaiserstraße in Erwin-Seiz-Straße.